# ديلي لينكس
ديلي لينكس (DiLe Linux اختصار لـ سطح المكتب Light Linux) هي عبارة عن توزيعة لينكس لأجهزة الكمبيوتر القديمة وذات الإمكانيات المحدودة.

## معلومات عن التوزيعة
حتى الإصدار 0.6.1 من التوزيعة كانت مبنية على سلاك وير 7، ونواة لينكس 2.2.
و لكن بداية من الإصدار 0.7.0 تم بناء التوزيعة من الصفر أو ما يعرف بـ Linux From Scratch ، واعتماداً على النواة 2.4.33.3، وحزم سلاك وير (TGZ)، ولضمان خفة التوزيعة تم استخدام مكتبة يوسي ليبس عوضاً عن مكتبة مجموعة مترجمات جنو - وهما من المكتبات البرمجية الحرة -، والصدفة الافتراضية هي كورن شيل (Korn shell).

في الإصدار 0.8.0 تم استعمال مدير الحزم باكمان - وهو مدير الحزم الخاص بتوزيعة آرتش لينكس -، وتم استبدال متصفح الويب الأساسي بمتصفح أخر وهو نت سيرف وSkipstone.

## البرامج المدمجة مع التوزيعة
تأتي التوزيعة مع عدد من البرامج الأساسية الخفيفة والتي تناسب الأجهزة ذات الموارد المحدودة، مثل محرر النصوص آبي ورد (AbiWord)، والحزمة المكتبية سياج (Siag Office)، ومتصفح الويب (NetSurf) و(Skipstone)، وعميل بريد إلكتروني (Mutt) و(Sylpheed).

وأيضاً تقدم توزيعة ديلي مخازن لتحميل البرامج من الإنترنت بكل سهولة وتسمى (deli32) تحتوي على البرامج التي تحتاج لذاكرة عشوائية (RAM) على الأقل 32 ميجا.

## متطلبات التشغيل
كما ذكر سابقاً، توزيعة ديلي موجهه بشكل أساسي لأجهزة الكمبيوتر القديمة وذات الإمكانيات المحدودة، وتحتاج معالج من معمارية 386 أو أعلى، ولذاكرة عشوائية (RAM) على الأقل 32 ميجا - وقد تعمل على أقل من ذلك إذا تم عمل سواب جيد -، وتحتاج إلى حوالي 400 ميجا على القرص الصلب.

## وصلات خارجية
- الموقع الرسمي للتوزيعة.
- صفحة التوزيعة على موقع ديسترو وتش.